# 砂

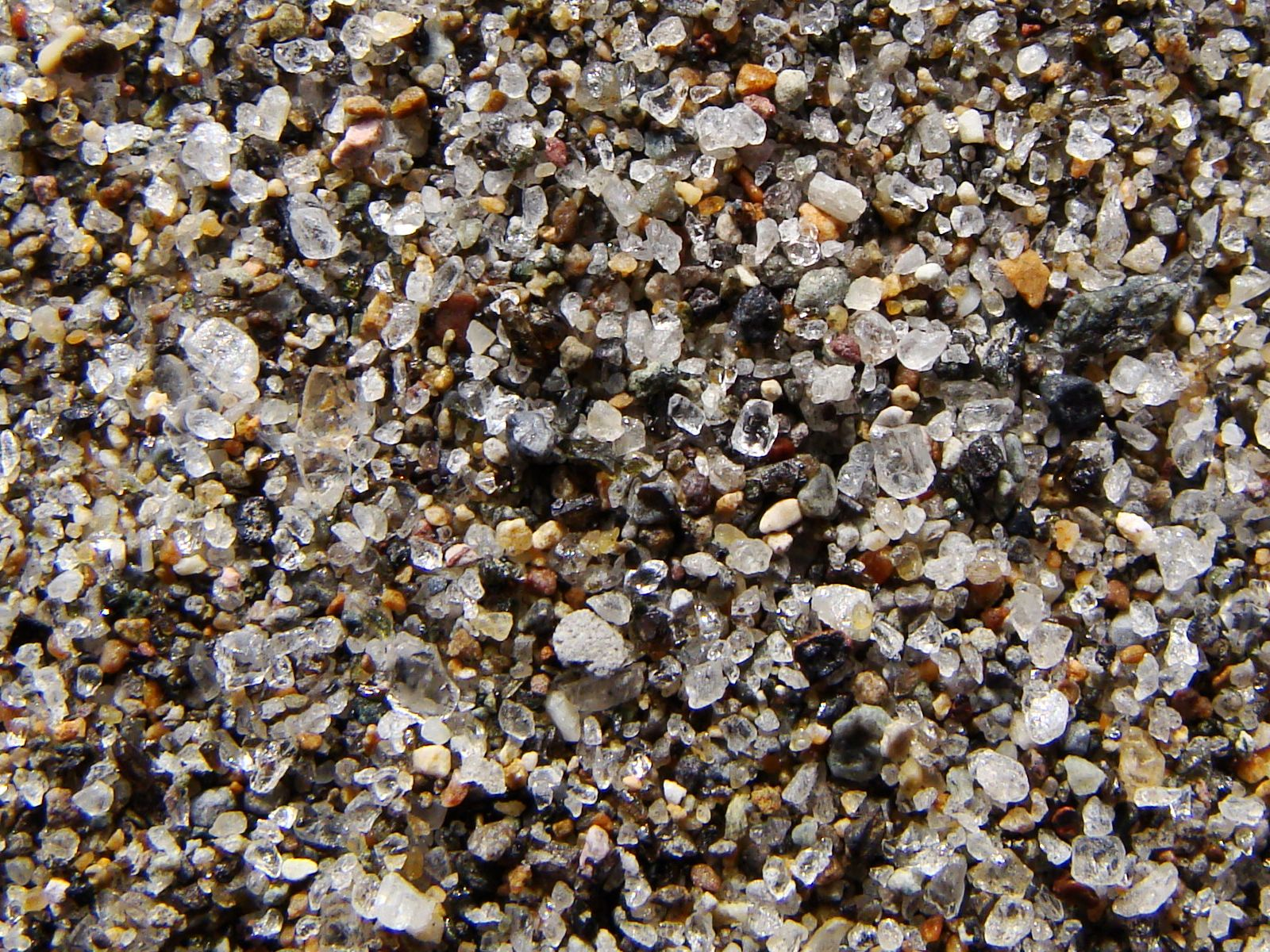
海浜の砂

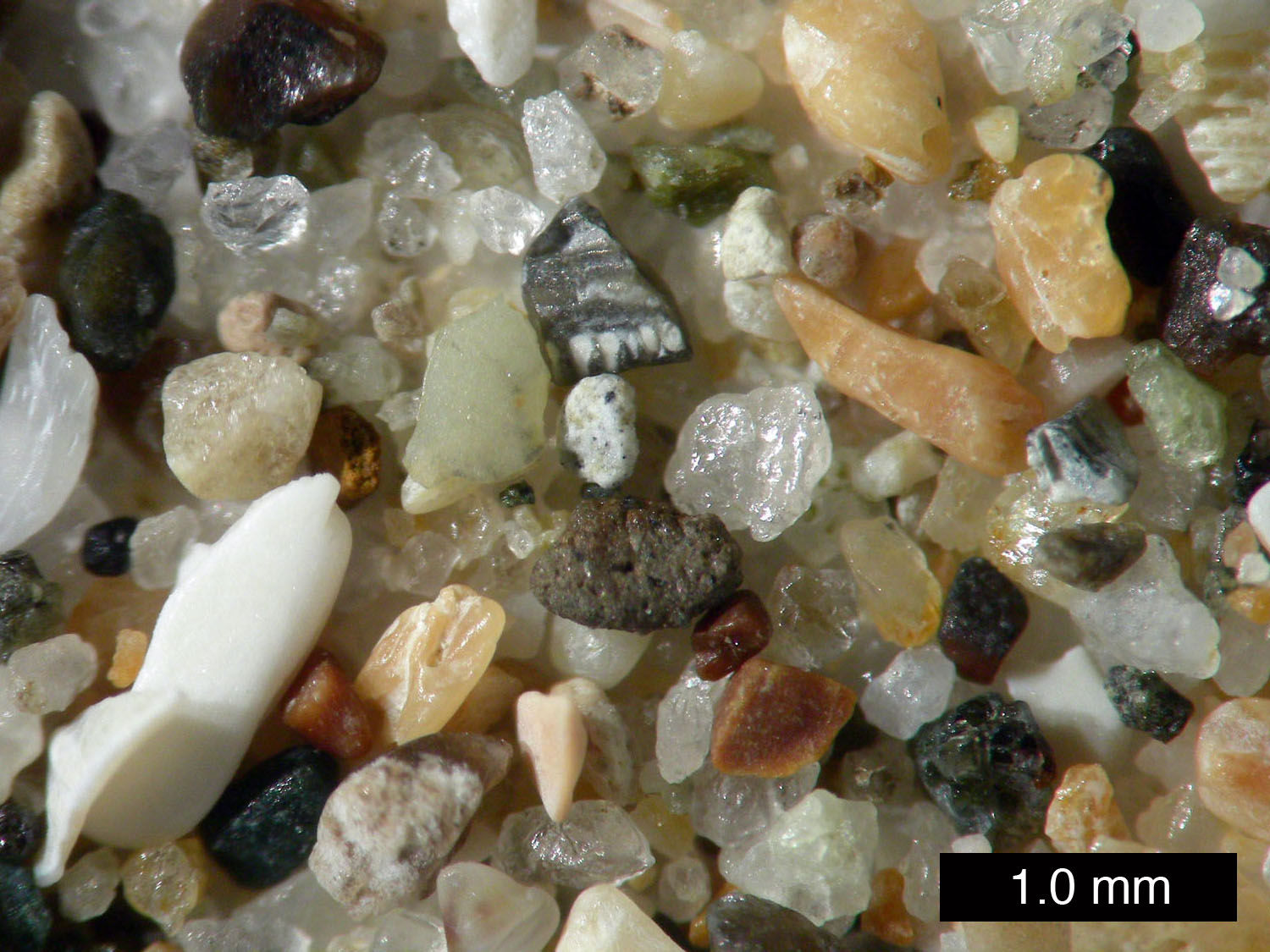
カリフォルニア州ピズモビーチの砂

砂（すな、英: sand）は、砕屑物のうち、礫とシルトの中間（粒径が2 ミリメートル (mm) - 1/16 mm (62.5マイクロメートル (µm)) の粒子）のものをいう。岩石が風化・侵食・運搬される過程で生じた岩片や鉱物片などの砕屑物（砕屑性堆積物）から構成され、サンゴ・貝殻などの石灰質の化石片を含むこともある。砂漠、河川の下流、河口、海岸、海底など、様々な堆積環境下で観察される。
また、岩石を人工的手段で破砕した破砕物のうち、上記定義に該当する粒度のものを指す場合もある。

## 分類
地質学の分野においては、砂は粒度、構成鉱物、円摩度、成因、堆積環境等で分類される。
粒径による分類では、以下のように細かく分けられる。粗砂（2 mm - 0.2 mm）と細砂（0.2 mm - 0.02 mm）に分ける場合もある。
| 名称     | 英名             | 粒径                                |
| -------- | ---------------- | ----------------------------------- |
| 極粗粒砂 | very coarse sand | 2 mm - 1 mm                         |
| 粗粒砂   | coarse sand      | 1 mm - 1/2 mm (1,000 µm - 500 µm)   |
| 中粒砂   | medium sand      | 1/2 mm - 1/4 mm (500 µm - 250 µm)   |
| 細粒砂   | fine sand        | 1/4 mm - 1/8 mm (250 µm - 125 µm)   |
| 極細粒砂 | very fine sand   | 1/8 mm - 1/16 mm (125 µm - 62.5 µm) |

粒径の参考画像
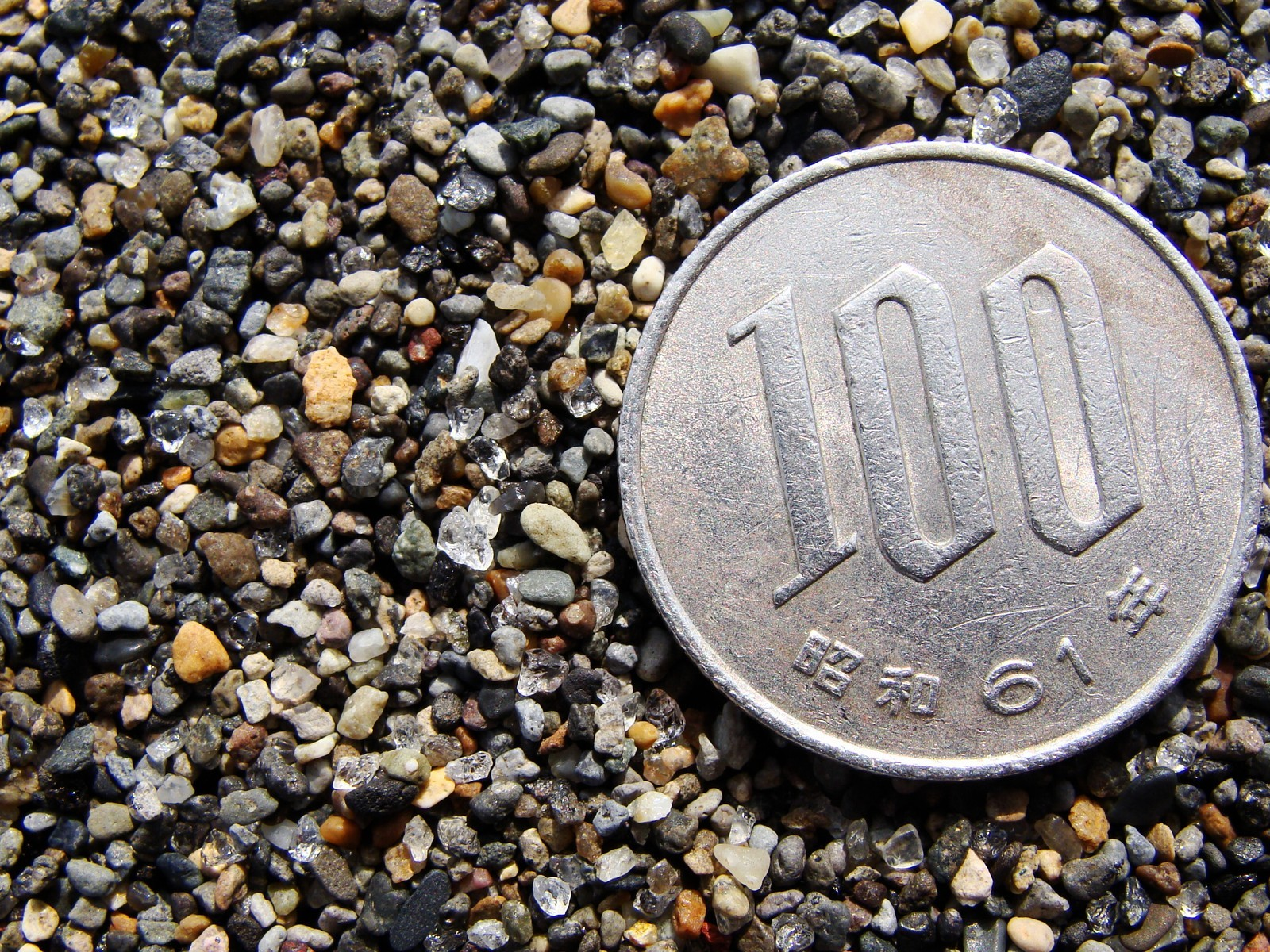
粗粒砂
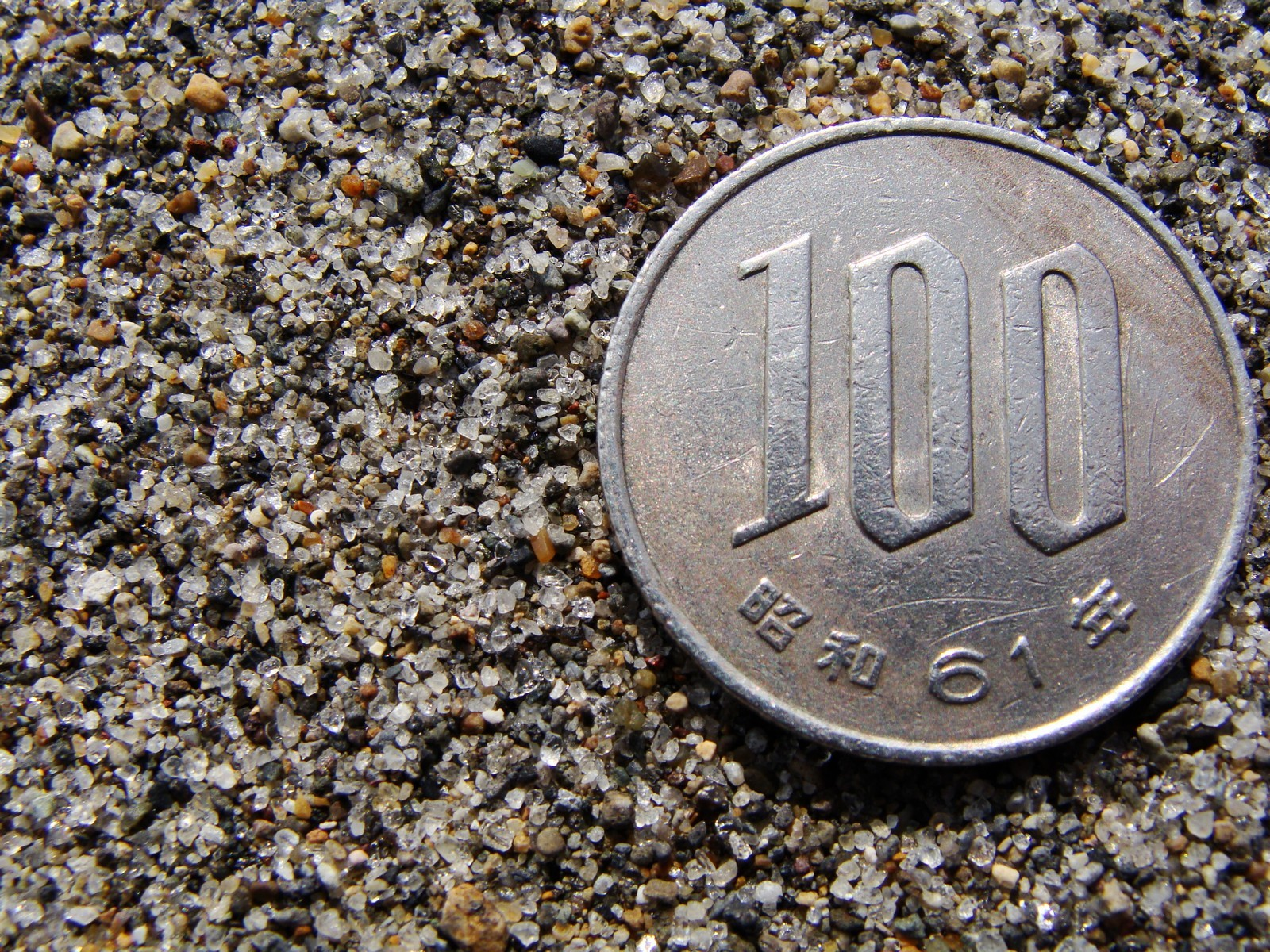
中粒砂
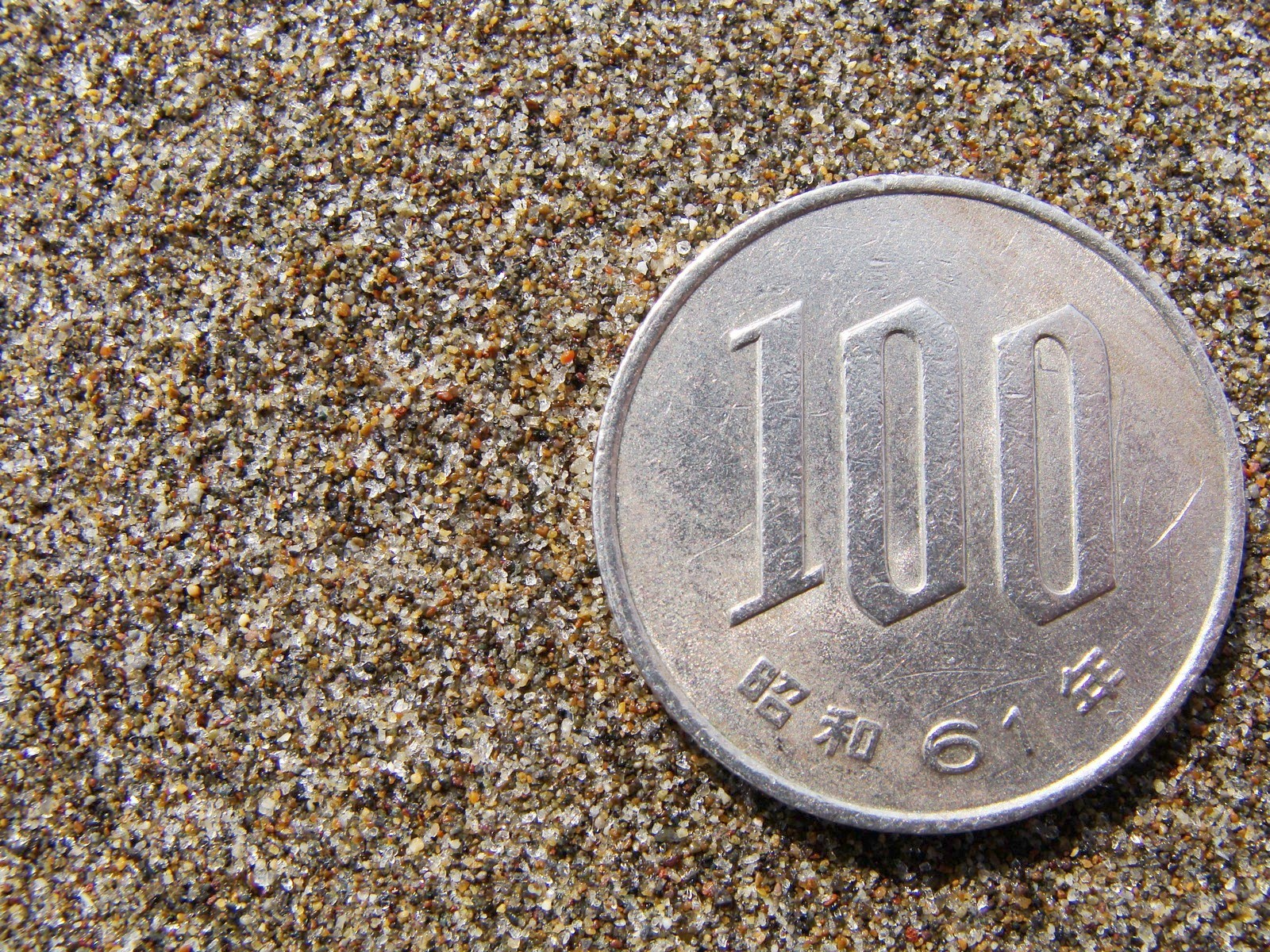
細粒砂

構成鉱物による分類では、主に石英、長石、岩片、有色鉱物に着目して行われる（石英砂など）。構成鉱物の比率は、砂の供給源となった母岩を推定する上で重要な手がかりとなる。量的に最も多いのは石英で、次に炭酸カルシウム (サンゴ・貝の破片等)である。
山砂や川砂、火山砂など、堆積環境や成因に着目した分類も行われる。

## 砂による地形
- 砂漠 - 砂が広がり植物が極端に少ない地形。世界的に見れば砂より岩石や礫が多い。
- 砂浜 - 砂の堆積する海岸。サンゴ礁などに見られる砂浜などはサンゴの破砕物である。
- 砂丘 - 砂が丘状に堆積する地形。
- 砂嘴 - 砂が海に堆積してできる、くちばし型の地形。
- 砂州 - 砂が海に細長く堆積して出来る地形。

## 主な利用法

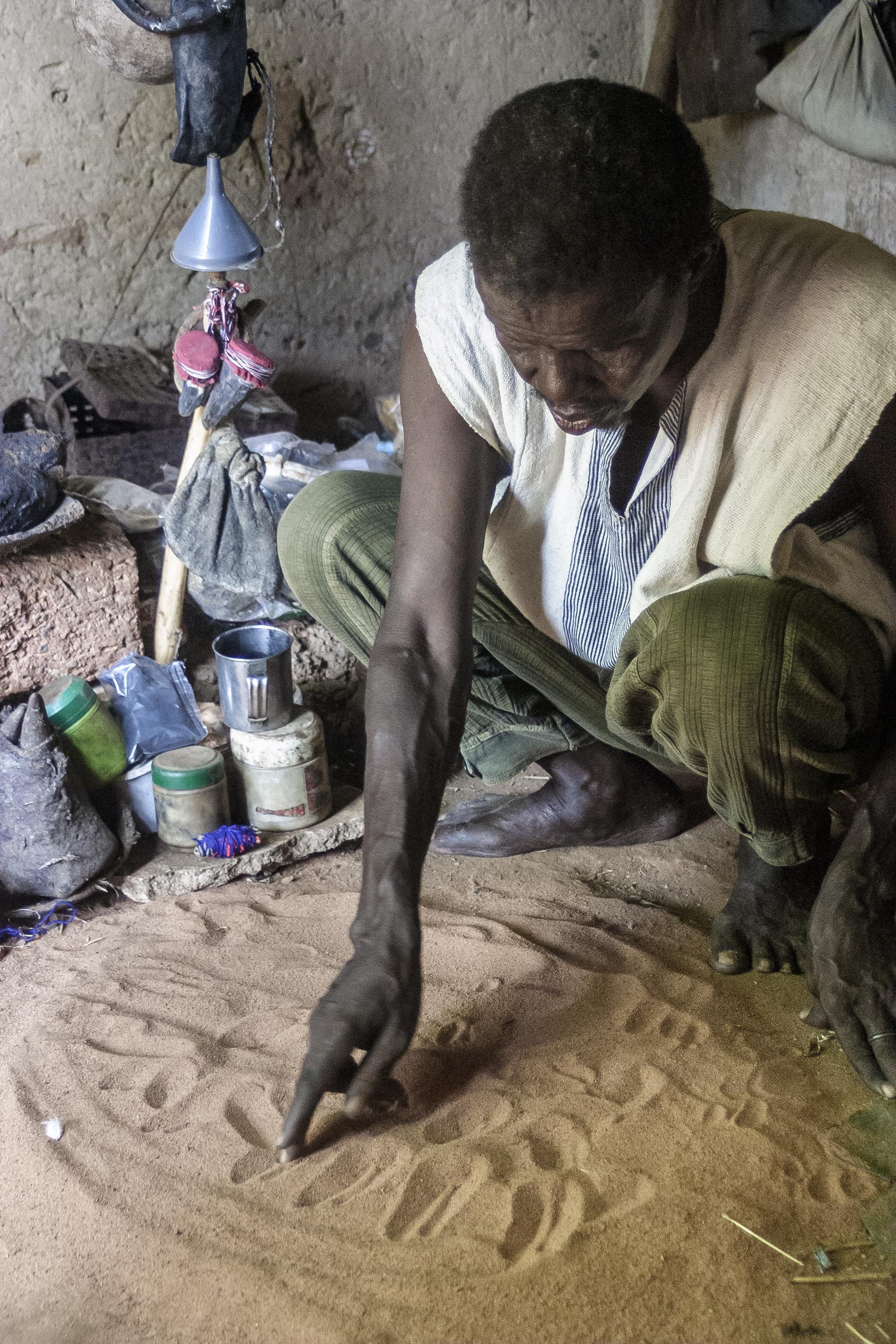
砂を使用するブルキナファソの祈祷師

- コンクリートなどの原料（細骨材）として用いられる。
- 粘着式鉄道では砂撒き装置などを用いて空転や滑走を防止する。
- 道路や歩道では凍結面に散布して滑り止め（摩擦の増加）に用いられる。
- アルコール類の火災発生時に、窒息消火法による消火に使う。ただしかなりの量をかける必要がある。
- 砂場や砂浜などで砂遊びをする。
- 砂時計の中で使われる。

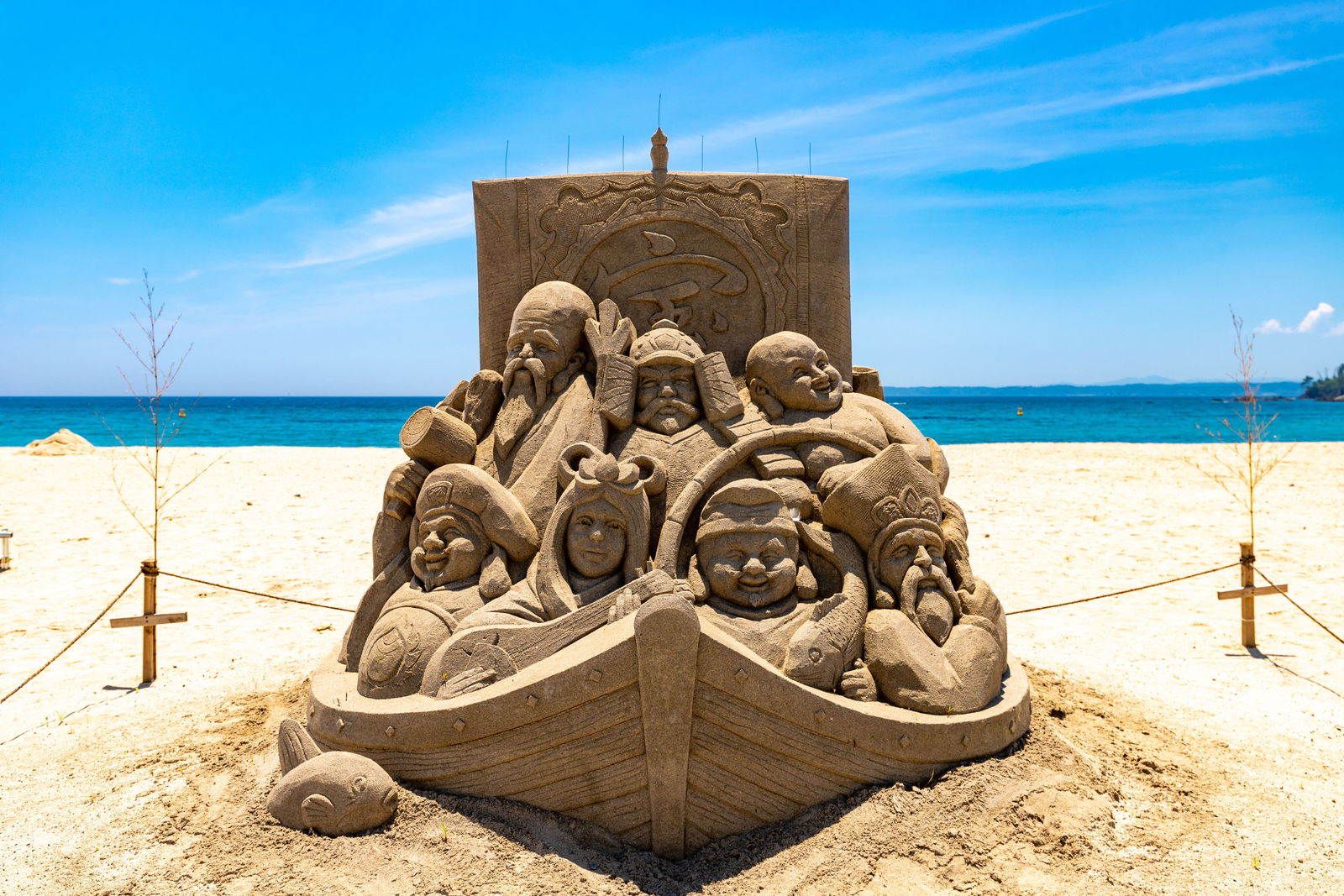
サンドアート

- 芸術作品の素材とされることがある（砂絵・サンドアート・サンドパフォーマンス・砂アニメ）。

### 焼砂
砂を加熱処理により、人工的に乾燥状態にしたものをいう。一般的な砂は製造、採取の過程において湿潤状態であるのに対し、乾燥処理を行なうことにより粘り気がない。また、加熱処理を施すことにより雑草種子の除去、土壌生物や雑菌の除去が期待できる。原料としては川砂・陸砂を使用する。乾燥する過程において微粒分の埃が発生する為、埃（ダスト）が少ない物が高級とされる。
主な利用方法
- 小鳥、小動物の敷砂や砂浴び用。
- ゴルフ場の芝やバンカーのメンテナンス。
- 公園の砂場。
- 地下構造物、地下燃料タンクの埋戻し。
- タイル、外壁や工業製品の原料など。
- 積雪、凍結路面の滑り止め。
- 簡易消火用具

## 別名など
- 鉄（鉄鉱石）や金が砂となったものは「砂鉄」「砂金」と呼ぶ。
- 石英を中心とする砂（「珪砂」）には、音の出る「鳴り砂、鳴き砂」と呼ばれるものがある。
- 砂と小石が混ざったものは「砂利」と呼ばれる。
- 砂でできた堆積物が続成作用により岩石（堆積岩）になったものを「砂岩」と呼ぶ。